# German Juniors 1990
Das German Juniors 1990 im Badminton fand vom 3. bis zum 4. März 1990 in Gütersloh statt. Es war die 7. Austragung des bedeutendsten internationalen Juniorenwettbewerbs in Deutschland. Veranstalter war der Deutsche Badminton-Verband, Ausrichter der CfB Gütersloh.
Die Turnierserie wurde 1990 noch unter der Bezeichnung "Internationale Deutsche Jugendmeisterschaft" durchgeführt. Später wurde sie umbenannt und nennt sich heute "German Junior", "German Juniors U19" oder "Internationale Deutsche Meisterschaften U19".

## Sieger und Platzierte
| Disziplin    | Gold                               | Silber                               | Bronze                              |
| ------------ | ---------------------------------- | ------------------------------------ | ----------------------------------- |
| Herreneinzel | Corno Meskers                      | Quinten van Dalm                     | Oliver Pongratz                     |
| Herreneinzel | Corno Meskers                      | Quinten van Dalm                     | Gian-Piero Vargiu                   |
| Dameneinzel  | Takako Ida                         | Nicole van Hooren                    | Masako Sakamoto                     |
| Dameneinzel  | Takako Ida                         | Nicole van Hooren                    | Georgy Trouerbach                   |
| Herrendoppel | Kazuhiro Honda Hodeaki Okabe       | Shinji Bito Shinji Ohta              | Tim Breden Christian Mohr           |
| Herrendoppel | Kazuhiro Honda Hodeaki Okabe       | Shinji Bito Shinji Ohta              | Oliver Pongratz Gian-Piero Vargiu   |
| Damendoppel  | Masako Sakamoto Mayumi Watanabe    | Ryunyi Terao Hisako Shinohara        | Takako Ida Masako Hashimoto         |
| Damendoppel  | Masako Sakamoto Mayumi Watanabe    | Ryunyi Terao Hisako Shinohara        | Georgy Trouerbach Nicole van Hooren |
| Mixed        | Quinten van Dalm Georgy Trouerbach | Joris van Soerland Nicole van Hooren | Corno Meskers Nicole Verhoef        |
| Mixed        | Quinten van Dalm Georgy Trouerbach | Joris van Soerland Nicole van Hooren | Björn Siegemund Karen Stechmann     |